# Marienklause (München)

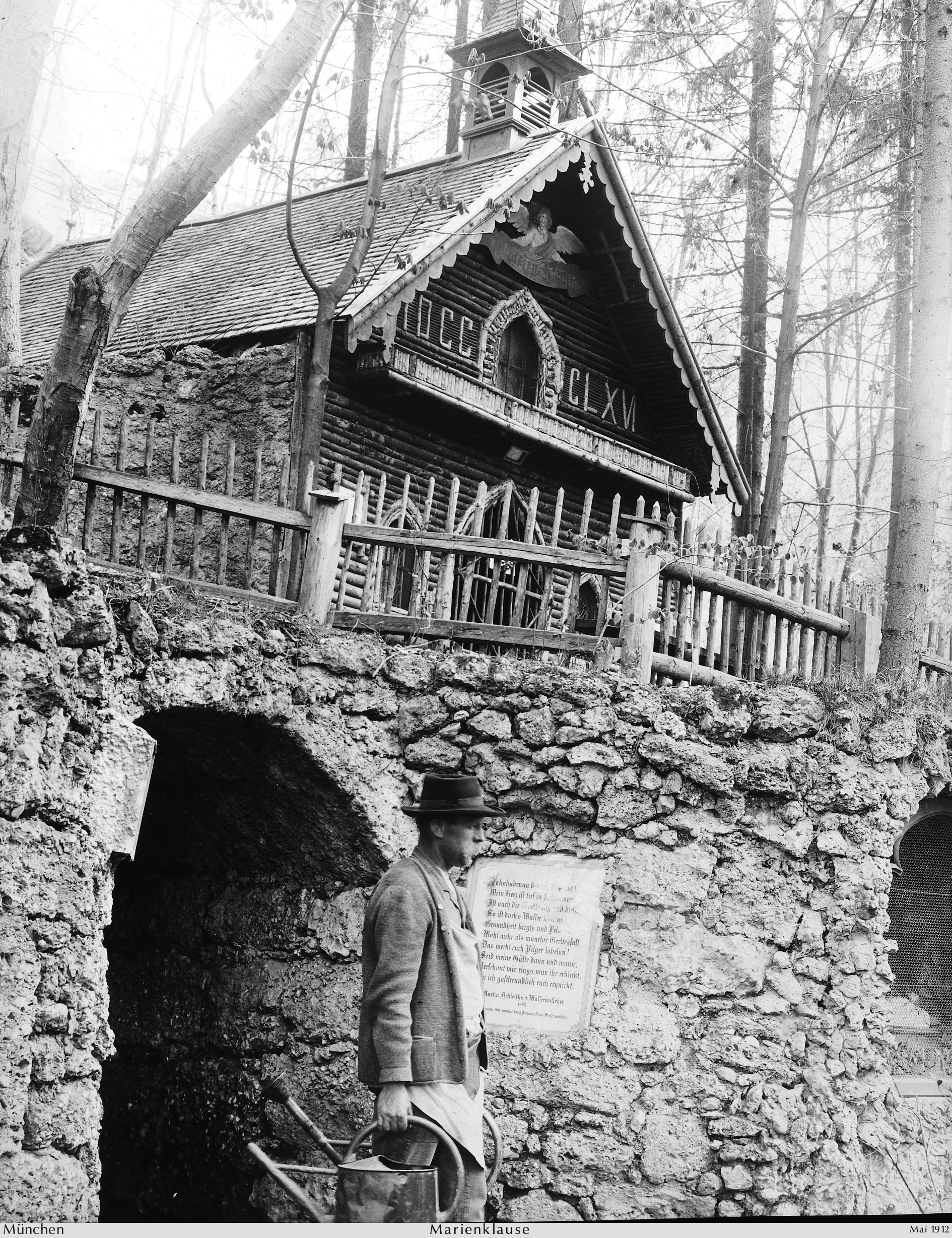
Blick vom Jakobsbrunn hinauf zur Marienklause im Jahr 1912, mit Johann Anger, dem Wasseraufseher.

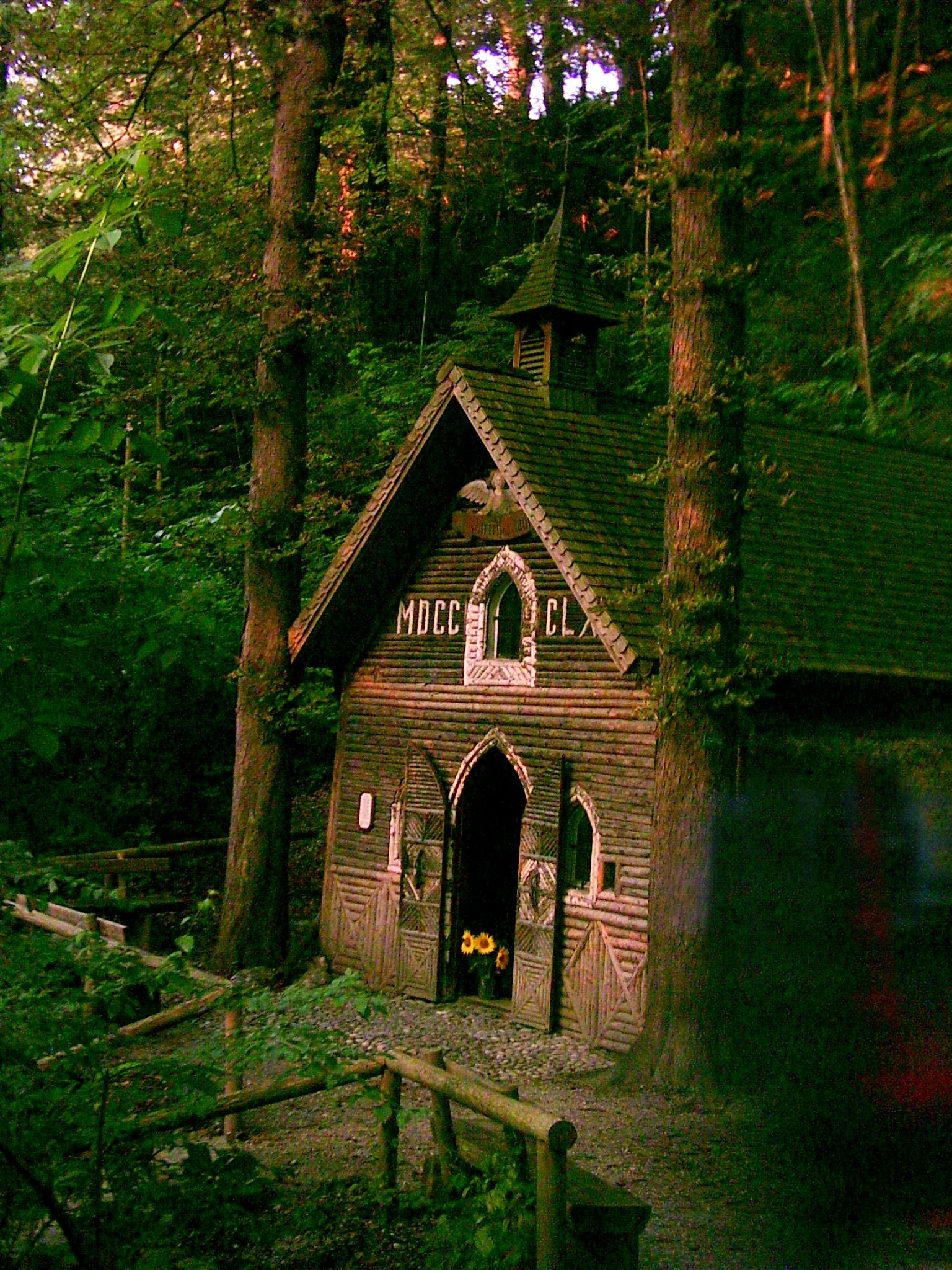
Marienklausenkapelle

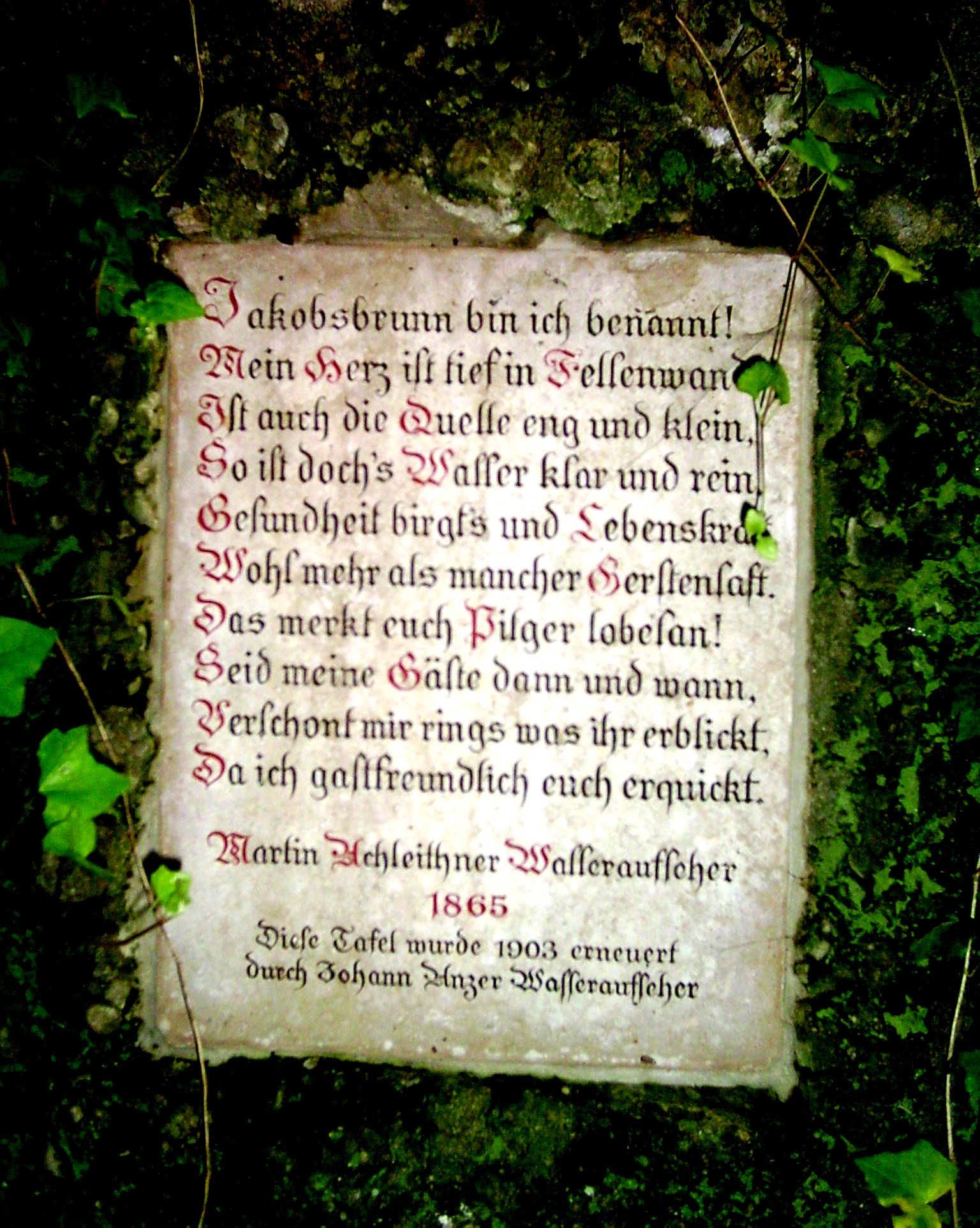
Tafel an der Quelle Jakobsbrunn

Marienklause ist der Name einer 1866 von Martin Achleitner erbauten kleinen Kapelle im Münchner Stadtbezirk Untergiesing-Harlaching.

## Lage
Der in den Steilhang des Isarufers gesetzte Bau aus Nagelfluhgestein und Fichten- und Birkenholz liegt am östlichen Flussufer auf Höhe des südlichen Endes des Tierparks Hellabrunn.
Die Marienklause ist auf dem parallel zur Isar verlaufenden Fuß- und Radweg von der nördlich gelegenen Thalkirchner Brücke aus oder von Süden kommend von der Großhesseloher Brücke her erreichbar. Vom östlichen Isarhochufer führt ein steiler Serpentinenweg hinunter zur Kapelle, von der Floßlände am westlichen Ufer her kommend gelangt man über den Marienklausensteg dorthin.

## Geschichte
Martin Achleitner war Wassermeister der an dieser Stelle gelegenen Auer-Mühlbach-Schleuse. Er erbaute die Kapelle eigenhändig und stiftete sie der Muttergottes zum Dank dafür, dass sie ihn „mehrfach vor dem Tod gerettet“ habe (sie bewahrte ihn seiner Meinung nach sowohl vor den Hochwasserfluten der Isar als auch vor Felsstürzen des Steilhanges).
Unterhalb der Kapelle entspringt die kleine Jakobsquelle, die von Achleitner gefasst und in das Ensemble integriert wurde. Beiderseits der Quellgrotte schmücken kleine Höhlen mit Andachtsbildern und Kerzen den Unterbau der Kapelle, die häufig mit frischen Blumen und brennenden Kerzen geschmückt ist und sich nach mehreren Renovierungen in gutem Zustand befindet. Richtung Fluss schließt sich unterhalb ein offener Hof mit steinernen Kreuzwegstationen und einem Freiluft-Altar unter Bäumen an. Achleitner war es auch, der die ersten Serpentinenwege in diesem Bereich des Isarsteilhanges errichtete, wozu er ebenfalls aus Nagelfluh Stützmauern und Viadukte entlang der Felswand anlegte. Zur Bauzeit bestand ganz Harlaching nur aus der St.-Anna-Kirche etwas weiter nördlich oben an der Hangkante, dem St. Anna benachbarten Gutshof (heute Restaurant Harlachinger Einkehr) und einigen Nebengebäuden; das Schloss Harlaching war 1796 abgebrannt und stand als Ruine leer. Bis heute ist die Marienklause besonders in der Zeit der Maiandachten ein beliebtes Ziel für Marienprozessionen, betreut wird das Kirchlein heute vom katholischen Dekanat München-Südost.
Auf Höhe der Marienklause führt eine architektonisch interessante Fußgängerbrücke, der Marienklausensteg, über die Isar auf den Damm des Isar-Werkkanals. An der Marienklause knapp unterhalb der Brücke staut ein 1330 erstmals errichtetes Wehr mit Floßrutsche das Isarwasser. Aus dem Isarkanal auf der westlichen Flussseite wird an der Brückenschleuse seit 1906 der Auer Mühlbach ausgeleitet und in einem Düker, dessen Verlauf an der Kante des Wasserfalls ablesbar ist, unter der Isar hindurchgeführt. Einige Meter nördlich der Marienklause tritt er an der Grenze zum Tierpark wieder ans Tageslicht.

## Denkmalschutz
Die Marienklause und die einzelnen Stationen des Kreuzwegs stehen unter Denkmalschutz und sind unter dem gemeinsamen Aktenzeichen D-1-62-000-6218 in der Denkmalliste des Bayerischen Landesamtes für Denkmalpflege erfasst.